# Neuracanthus
Neuracanthus là một chi thực vật thuộc họ Acanthaceae. Chi này có các loài sau (tuy nhiên danh sách này có thể chưa đủ):
- Neuracanthus aculeatus, Balf.f.